# Feldkirchen bei Graz
Feldkirchen bei Graz osztrák mezőváros Stájerország Graz-környéki járásában. 2017 januárjában 6622 lakosa volt. A grazi repülőtér részben Feldkirchen területéhez tartozik.

## Elhelyezkedése

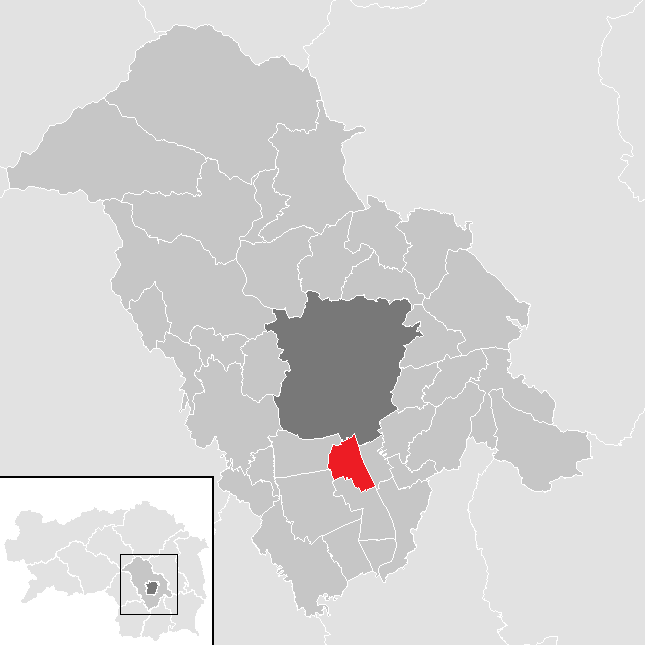
Feldkirchen bei Graz a Graz-környéki járásban

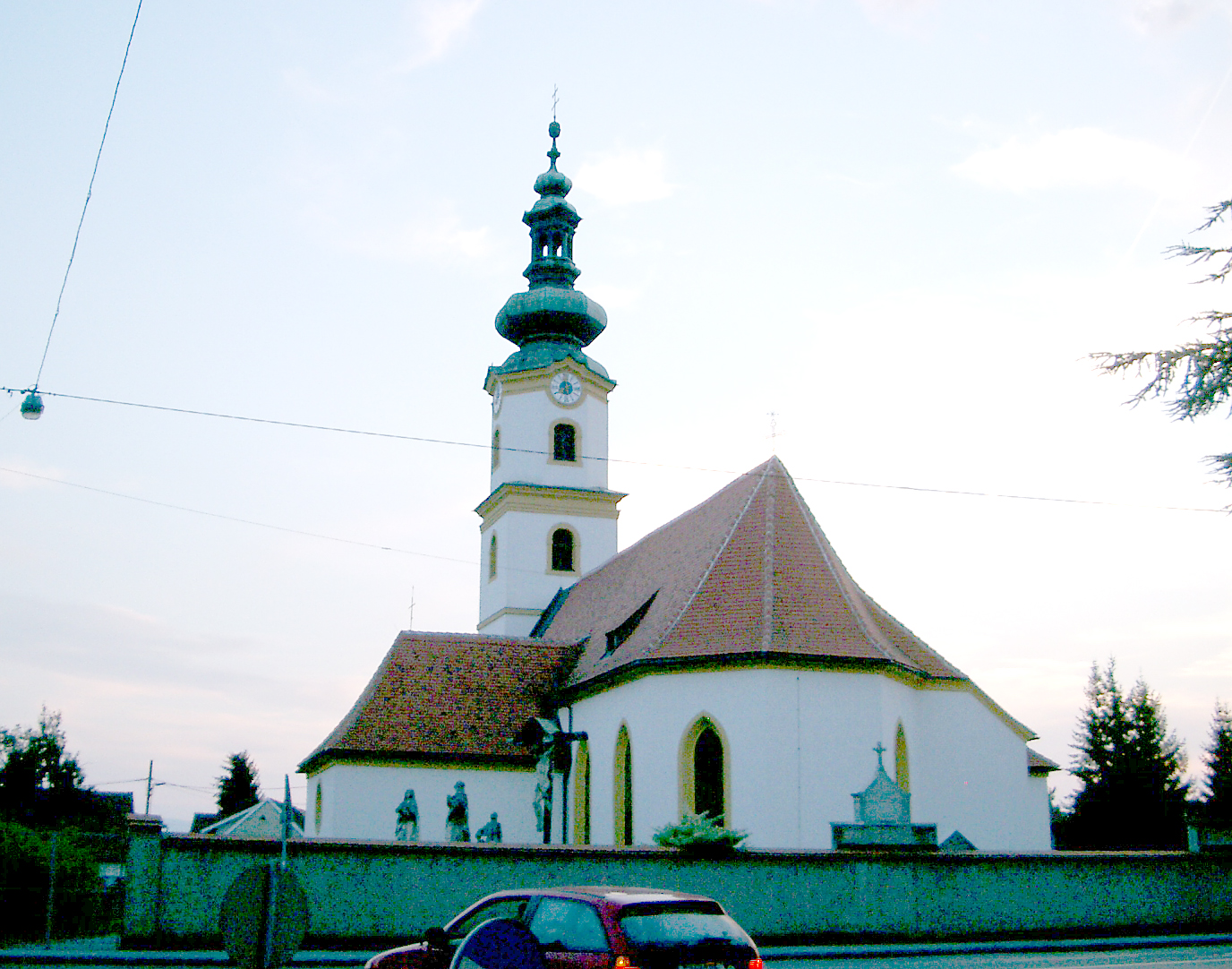
A Keresztelő Szt. János-plébániatemplom

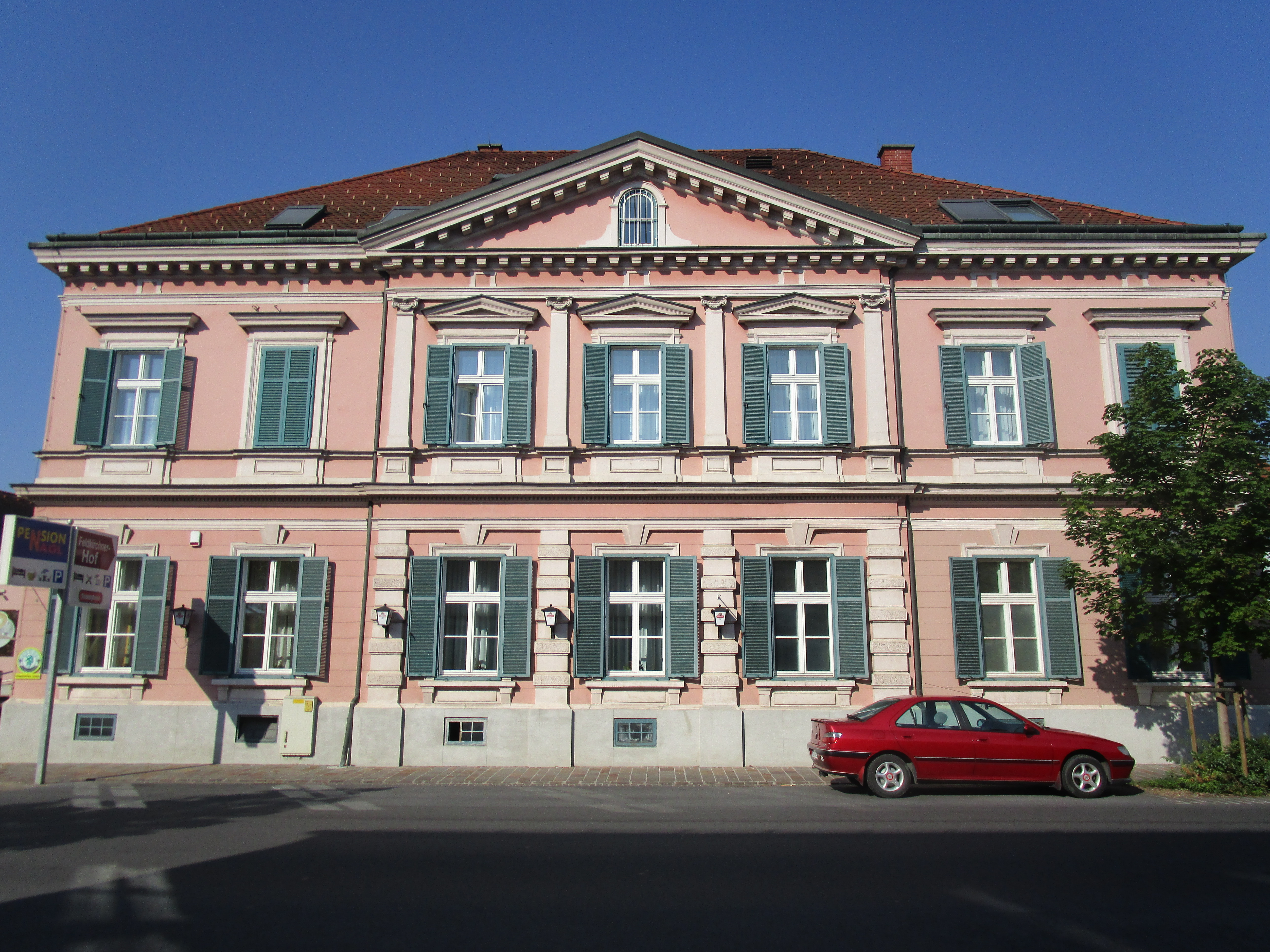
A Feldkirchner Hof

Feldkirchen bei Graz a Grazi-medencében fekszik a Mura jobb partján, Graztól közvetlenül délre. Az önkormányzat 4 települést egyesít: Abtissendorf (1330 lakos 2017-ben)
Feldkirchen bei Graz (1604), Lebern (928) és Wagnitz (2280).
A környező önkormányzatok: északra Graz, keletre Gössendorf, délre Kalsdorf bei Graz, délnyugatra Premstätten, nyugatra Seiersberg-Pirka.

## Története
Feldkirchen területén az ember legrégebbi nyomai a bronzkorból származnak. Az i.e. 8. századból kimutatták az urnamezős kultúra jelenlétét. A római időszakról egy villa (amely a repülőtér bővítésekor elpusztult) és egy nekropolisz sírkövei árulkodnak. A 6. században szlávok költöztek be a birodalom által kiürített területre, egyes helynevek (mint Wagnitz) máig őrzik az emléküket. A 8. században az avar fenyegetés miatt a szlávok állama csatlakozott a Bajor hercegséghez, amely röviddel később a Frank Birodalom részévé vált. A helyi lakosságot megkeresztelték és megkezdődött a németek betelepülése. A mai Feldkirchen területét a 10. században a bajor Aribo-nemzetség kapta meg, majd a Leoben melletti gössi apácazárdához került első apátnője, az Aribókhoz tartozó Kunigunda révén. A templom, amelyről a falu a nevét kapta, valamikor 1100 előtt épült. A hozzá tartozó egyházközség egykor az egész mai Graz területét magába foglalta, de néhány évtizeddel később a straßgangi (ma Graz egyik kerülete) templom javára elvesztette korábbi státuszát és csak 1782-ben vált ismét önálló egyházközséggé. A település első írásos említése 1144-ből származik, egy bizonyos Chuno de Veltchirchen lovag nevében. 1349-ben pestis, 1472-ben súlyos aszály, 1480-ban pedig török betörés sújtotta a térséget. 1532-ben a Kőszeg ostromából visszavonuló törökök ismét elpusztították Feldkirchent és templomát. Utóbbit 1545-re építették újjá. 1660-ban egy tűzvészben a település nagy része és a templom súlyos károkat szenvedett. 1680-ban és 1682-ben ismét pestisjárvány dúlt. 1809-ben egy kisebb összecsapásra került sor a plébánia közelében Napóleon katonái és az osztrák hadsereg között, amelyben négy osztrák huszár és három francia dragonyos esett el. Sírjuk máig megtalálható a feldkircheni temetőben.
A hat falut és 1060 lakost magába foglaló községi önkormányzat az 1848-as bécsi forradalom után, 1849-ben alakult meg. 1913-ban Feldkirchen és a szomszédos Thalerhof területén megalapították a repülőteret, ahonnan 1914 júniusában szállt fel az első repülőgép. 1938-ban Nagy-Graz kialakításakor Rudersdorfot elszakították Feldkirchentől és átkerült a tartományi székhelyhez. Feldkirchen 1971-ben címert, 1974-ben pedig mezővárosi státuszt kapott a stájer tartományi gyűléstől.

## Lakosság
A Feldkirchen bei Graz-i önkormányzat területén 2017 januárjában 6622 fő élt. A lakosságszám 1890 óta gyarapodó tendenciát mutat, az utóbbi évtizedekben elsősorban a Grazból a környező településekre kiköltözők miatt (1950 óta a népesség megháromszorozódott). 2015-ben a helybeliek 85,7%-a volt osztrák állampolgár; a külföldiek közül 2,1% a régi (2004 előtti), 6,1% az új EU-tagállamokból érkezett. 4,3% a volt Jugoszlávia (Szlovénia és Horvátország nélkül) vagy Törökország, 1,7% egyéb országok polgára. 2001-ben a lakosok 79,6%-a római katolikusnak, 2,5% evangélikusnak, 1,1% ortodoxnak, 2,7% mohamedánnak, 11,5% pedig felekezet nélkülinek vallotta magát. Ugyanekkor 25 magyar élt a mezővárosban. A legnagyobb nemzetiségi csoportot a német mellett a horvátok alkották 2,9%-kal.

## Látnivalók
- a késő gótikus Keresztelő Szt. János-plébániatemplom
- a Feldkirchner Hof
- római mérföldkövek

## Fordítás
- Ez a szócikk részben vagy egészben  a   Feldkirchen bei Graz című német Wikipédia-szócikk ezen változatának fordításán alapul.  Az eredeti cikk szerkesztőit annak laptörténete sorolja fel. Ez a jelzés csupán a megfogalmazás eredetét és a szerzői jogokat jelzi, nem szolgál a cikkben szereplő információk forrásmegjelöléseként.